# Xuji (sockenhuvudort i Kina, Qinghai Sheng, lat 37,35, long 97,83)
Xuji (kinesiska: 蓄集) är en sockenhuvudort i Kina. Den ligger i provinsen Qinghai, i den nordvästra delen av landet, omkring 360 kilometer väster om provinshuvudstaden Xining. Antalet invånare är 1 834. Befolkningen består av 756 kvinnor och 1 078 män. Barn under 15 år utgör 12,0 %, vuxna 15-64 år 79 %, och äldre över 65 år 8,0 %.
Runt Xuji är det mycket glesbefolkat, med 4 invånare per kvadratkilometer. Trakten runt Xuji består i huvudsak av gräsmarker.
Genomsnittlig årsnederbörd är 221 millimeter. Den regnigaste månaden är juni, med i genomsnitt 46 mm nederbörd, och den torraste är december, med 2 mm nederbörd.